# Alpha Decay
Alpha Decay és una editorial catalana independent en castellà, fundada a Barcelona el 2004 per Enric Cucurella i Diana Zaforteza (1978-2022), amb la col·laboració de l'agent literària Carme Balcells. Consta d'un catàleg de més d'un centenar de títols, principalment de literatura contemporània. La seva col·lecció més important és «Héroes Modernos», una col·lecció tant de ficció com d'assaig.
Fins al 2004, Enric Cucurella va exercir com a lector-editor a l'agència de Carme Balcells. El nom de l'editorial procedeix del terme anglès Alpha decay («desintegració α»), un tipus de radiació que es produeix quan el nucli de l'àtom expulsa una partícula alfa (nucli d'heli).
Entre els llibres publicats figuren autories de la literatura internacional com ara Timothy Leary', Mark Fisher, Fleur Jaeggy, Ursula K. Le Guin, Amador Vega, Primo Levi, Saki, Francesc Serés, Agota Kristof i Jim Dodge.